# Italie-Tonga en rugby à XV
Cet article présente l'historique des confrontations entre l'équipe d'Italie et l'équipe des Tonga en rugby à XV. Les deux équipes se sont affrontées à 6 reprises, dont deux fois en Coupe du monde. Les Italiens ont remporté 4 rencontres contre deux pour les Tongiens.

## Les confrontations
Voici l'intégralité des confrontations entre ces deux équipes :
| No | Date             | Lieu                                        | Match          | Score   | Compétition              |
| -- | ---------------- | ------------------------------------------- | -------------- | ------- | ------------------------ |
| 1  | 10 octobre 1999  | Welford Road Stadium, Leicester, Angleterre | Italie – Tonga | 25 – 28 | Coupe du monde (poule B) |
| 2  | 15 octobre 2003  | Canberra Stadium, Canberra, Australie       | Italie – Tonga | 36 – 12 | Coupe du monde (poule D) |
| 3  | 12 novembre 2005 | Stadio Lungobisenzio, Prato, Italie         | Italie – Tonga | 48 – 0  | Test match               |
| 4  | 11 novembre 2012 | Stade Mario-Rigamonti, Brescia, Italie      | Italie – Tonga | 28 – 23 | Test match               |
| 5  | 26 novembre 2016 | Stadio Euganeo, Padoue, Italie              | Italie – Tonga | 17 – 19 | Test match               |
| 6  | 12 juillet 2024  | Teufaiva Sport Stadium, Nukuʻalofa, Tonga   | Tonga – Italie | 14 – 36 | Test match               |